# فاکنهام
latitudeفاکنهامlongitudeفاکنهام
فاکنهام (به انگلیسی: Fakenham) یک شهرک در بریتانیا است که در انگلستان واقع شده‌است.

## خصوصیات
فاکنهام ۹٫۰۴ کیلومترمربع مساحت و ۷٬۳۵۷ نفر جمعیت دارد.